# Kommission zur Erhaltung der lebenden Meeresschätze der Antarktis
Die Kommission zur Erhaltung der lebenden Meeresschätze der Antarktis (englisch Commission for the Conservation of Antarctic Marine Living Resources, CCAMLR, französisch Convention sur la conservation de la faune et la flore marines de l’Antarctique) ging aus dem Übereinkommen über die Erhaltung der lebenden Meeresschätze der Antarktis (Convention on the Conservation of Antarctic Marine Living Resources) hervor, das 1980 als Folgevertrag zum Antarktisvertrag verabschiedet wurde. Sitz der Kommission ist Hobart (Australien).

## Mitgliedstaaten
Derzeit (2022) gehören der CCAMLR 27 Vollmitglieder an. Mitglied sind sowohl die EU-Kommission als auch die Mitgliedstaaten der EU. Zahlreiche Länder haben wirtschaftliche und wissenschaftliche Interessen in der Antarktis oder beanspruchen Territorien dort (Norwegen, Vereinigtes Königreich, USA, Chile u. a.). Die Staaten werden meist vertreten durch die entsprechenden Ministerien oder wissenschaftlichen Institutionen:
1. Argentinien, Embajada de Argentina, Australien
2. Australien, Australian Antarctic Division
3. Belgien, Föderaler Öffentlicher Dienst Volksgesundheit, Sicherheit der Nahrungsmittelkette und Umwelt
4. Brasilien, Brasilianische Botschaft, Australien
5. Chile, Dirección de Antártica, Ministerio de Relaciones Exteriores
6. China, Division of International Cooperation, Bureau of Fisheries, Ministry of Agriculture
7. Deutschland, Verbraucherschutzministerium
8. Ecuador, Ecuadorian Antarctic Institute
9. Europäische Union, Generaldirektion Maritime Angelegenheiten und Fischerei
10. France, Ministère des Affaires étrangères et européennes, Direction des Affaires juridiques
11. Indien, Centre for Marine Living Resources & Ecology, Ministry of Earth Sciences
12. Italien, Ministero Esteri. Direzione General Asia
13. Japan, International Affairs Division, Fisheries Agency of Japan
14. Korea, Embassy of the Republic of Korea, Australia
15. Namibia, Ministry of Fisheries and Marine Resources
16. Neuseeland, Ministry of Foreign Affairs and Trade
17. Niederlande, Commission for the Conservation of Antarctic Marine Living Resources (CCAMLR)
18. Norwegen, Königlich Norwegische Botschaft, Australien
19. Polen, Ministerium für Landwirtschaft und ländliche Entwicklung, Bereich Fischerei
20. Russland, Department of International Cooperation, Russian Federation Federal Agency for
21. Südafrika, Marine and Coastal Management, Ministry of Environmental Affairs and Tourism
22. Spanien, Spanische Botschaft, Australien
23. Schweden, Außenministerium
24. Ukraine, Staatskomitee für Fischerei der Ukraine
25. Vereinigtes Königreich, Head, Polar Regions Section, Overseas Territories Department, Foreign and Commonwealth Office
26. Vereinigte Staaten, Office of Ocean and Polar Affairs, U.S. Department of State
27. Uruguay, Instituto Antártico Uruguayo

Derzeit (2022) gibt es bei der CCAMLR noch 10 beitretende Staaten:
1. Bulgarien
2. Cookinseln
3. Finnland
4. Griechenland
5. Kanada
6. Mauritius
7. Pakistan
8. Panama
9. Peru
10. Vanuatu

## Entwicklung und Verhandlungen
Das Übereinkommen über die Erhaltung der lebenden Meeresschätze der Antarktis wurde im Mai 1980 ins Leben gerufen und 1982 von den damaligen Mitgliedern ratifiziert. Später ging aus dem Übereinkommen die Kommission zur Erhaltung der lebenden Meeresschätze der Antarktis hervor.
Die CCAMLR-Mitglieder und die EU hatten sich auf einem Treffen 2009 darauf geeinigt, bis 2012 ein repräsentatives Netzwerk von Marine Protected Areas einzurichten.
2012 tagte die Kommission im australischen Hobart. Bei dem Treffen 2012 ging es erstmals darum, das Gebiet des 2,4 Millionen km² großen Rossmeeres in ein marines Schutzgebiet zu verwandeln. Dagegen wehrten sich allerdings massiv die Vertreter der Fischerei. Nachdem Neuseeland vor Jahren die intensive Befischung des Riesen-Antarktisdorsches im Rossmeer begann, hat die kommerzielle Ausbeutung der Tiere inzwischen stark zugenommen. Auch andere an den Ressourcen interessierte Länder wie Russland, China und die Ukraine wehrten sich gegen ein marines Schutzgebiet.
2013 wurde u. a. auf Initiative der damaligen Bundesregierung und Russlands eine Sondersitzung der CCAMLR einberufen. Australien, Frankreich und die Europäische Union (vertreten durch die Kommission) schlugen ein Netzwerk von MPAs in der Ost-Antarktis vor. Ein Vertrag, der auf einem Treffen der Kommission im Juli 2013 ausgehandelt werden sollte, platzte aufgrund des Widerstands des Mitglieds Russland.

### Bewertungen
Volker Siegel von der Bundesforschungsanstalt für Fischerei beurteilte die Ziele der Kommission 2006 als „sehr fortschrittlich auf Nachhaltigkeit ausgerichtet“. Sie fordere die Bestände an Meerestieren stets über dem Niveau zu halten, das die größte jährliche Nettoproduktion sicherstelle. Der Ökosystemare Ansatz stehe im Vordergrund. „Noch nie ist eine Fischereikonvention so klar ökosystembezogen konzipiert worden.“ schrieb er 2006.
Die damalige EU-Kommissarin für maritime Angelegenheiten Maria Damanaki gab die Position der EU nach der CCAMLR-Sondersitzung 2013 in Bremerhaven wieder. Sie war verärgert darüber, dass CCAMLR nicht in der Lage war, eine Vereinbarung zu treffen. „Es ist eine Schande, dass die große Unterstützung der Unterschutzstellung von ein paar wenigen blockiert wurde. Das ist ein Schritt zurück und beschädigt die Reputation einer Organisation, die immer ein Vorreiter im Schutz Mariner Ressourcen war. Ich hoffe, dass die vertane Chance bald ‚repariert‘ wird.“

### Zusammenarbeit
Die Kommission arbeitet auch mit Nichtregierungsorganisationen zusammen:
1. Antarctic and Southern Ocean Coalition. (ASOC)
2. Association of Responsible Krill harvesting companies (ARK)
3. Coalition of Legal Toothfish Operators (COLTO).

## Publikationen
- Peter Young (Filmemacher): The Last Ocean, Dokumentarfilm, der den Überlebenskampf dieses Gebietes gegen menschliche Eindringlinge beschreibt
- Antiphon Verlag: Gesetz zu dem Übereinkommen vom 20. Mai 1980 über die Erhaltung der lebenden Meeresschätze der Antarktis.  2018, ISBN 978-3-7314-2587-8.